# Liste von Terroranschlägen in Namibia
Die Liste von Terroranschlägen in Namibia beinhaltet eine Übersicht über in Namibia bzw. Südwestafrika geschehene Terroranschläge. Sie führt besonders schwere Terroranschläge mit mindestens 5 Toten und/oder 10 Verletzten und solche, die besondere mediale Aufmerksamkeit erhalten haben. Viele der Terroranschläge kamen im Rahmen des namibischen Befreiungskampfes vor.
Die Opferzahlen der Anschläge werden farbig dargestellt:

## Liste
| Datum             | Ort Gebiet        | Täter            | Zugehörigkeit                  | Mittel                 | Ziel                              | Tote | Ver- letzte | Beschreibung                                                                                           |
| ----------------- | ----------------- | ---------------- | ------------------------------ | ---------------------- | --------------------------------- | ---- | ----------- | --- |
| 30. Dezember 1978 | Swakopmund        | PLAN             | Militärischer Flügel der SWAPO | Bombe                  | Unabhängigkeit Namibias           |      | >37–60      | Anschlag auf das Café Putensen/Treff                                                                   |
| 28. Juni 1979     | Owamboland        | PLAN (vermutet)  | Militärischer Flügel der SWAPO | Mine                   | Unabhängigkeit Namibias           | 5    | 8           | Anschlag auf einen Bus                                                                                 |
| 31. Dezember 1984 | Ondangwa          | PLAN             | Militärischer Flügel der SWAPO | Bombe                  | Unabhängigkeit Namibias           | 5    | 15          | Anschlag auf eine Postfiliale                                                                          |
| 13. November 1985 | Ruacana           | PLAN             | Militärischer Flügel der SWAPO | Sturmgewehre, Granaten | Unabhängigkeit Namibias           | 6    |             | |
| 2. August 1986    | Walvis Bay        | unbekannt        |                                | Bombe                  |                                   | 5    | 23          | Anschlag auf eine Fleischerei                                                                          |
| 19. Februar 1988  | Oshakati          | PLAN             | Militärischer Flügel der SWAPO | Autobombe              | Unabhängigkeit Namibias           | 15   | 24          | Anschlag auf eine Filiale der First National Bank                                                      |
| 6. Juli 1988      | Windhoek          | PLAN             | Militärischer Flügel der SWAPO | Bombe                  | Unabhängigkeit Namibias           | 1    | 18          | Angriff auf eine Fleischerei                                                                           |
| 20. Juli 1988     | Windhoek-Katutura | PLAN             | Militärischer Flügel der SWAPO | Bombe                  | Unabhängigkeit Namibias           | 1    | 20          | Angriff auf einen Militärlastwagen                                                                     |
| 1. September 1988 | Windhoek          | PLAN             | Militärischer Flügel der SWAPO | Bombe                  | Unabhängigkeit Namibias           | 2    | 14          | Angriff auf das Continental Hotel                                                                      |
| 2. August 1999    | Katima Mulilo     | CLA              | Militärischer Flügel des CLM   | Sturmgewehre           | Unabhängigkeit des Caprivizipfels | 13   | 25          | Angriffe auf eine Polizeiwache, Rundfunkanstalt der NBC und Armeebasis im Rahmen des Caprivi-Konflikts |
| 18. August 2000   | Shinyungwe        | UNITA            |                                | Sturmgewehre, Minen    |                                   | 5    |             | Angriff angolanischer Rebellen auf ein Dorf in Namibia                                                 |
| 17. Dezember 2000 | Omega             | UNITA (vermutet) |                                | Mine                   |                                   | 1    | 47          | Angriff angolanischer Rebellen auf einen Lastwagen in Namibia                                          |